# Accident d'hélicoptère du Dakar 1986
L'accident d'hélicoptère du Dakar 1986 est survenu au Mali, en marge de la huitième édition du rallye Paris-Alger-Dakar, le 14 janvier 1986. Au 14e jour de compétition, un hélicoptère Écureuil AS-350 heurta une dune et s'écrasa. Ses cinq occupants, le pilote François-Xavier Bagnoud (24 ans), l'organisateur du rallye Thierry Sabine (36 ans), le chanteur Daniel Balavoine (33 ans), la journaliste du Journal du dimanche Nathalie Odent (25 ans) et le technicien radio de RTL Jean-Paul Le Fur (35 ans), trouvèrent la mort dans le crash, dont les circonstances n'ont pas été établies avec certitude.
Ce drame fut très médiatisé en raison de la notoriété de Daniel Balavoine et de Thierry Sabine. Le chanteur ne concourait pas cette année-là (il avait participé aux éditions 1983 et 1985), mais s'occupait de l'action humanitaire « Paris-Dakar, pari du cœur » qui consistait à installer des pompes à eau hydrauliques dans des villages africains en profitant de la logistique du rallye.

## Déroulement

### Des contretemps et des changements
Le 14 janvier 1986, la 14e étape Niamey-Gourma-Rharous (Mali), longue de 843 kilomètres, débute à 4 heures du matin après une journée de repos. Directeur du rallye, Thierry Sabine en donne le départ. Le temps est capricieux, un vent de sable se lève.
La matinée bien entamée, Sabine et Balavoine se rejoignent à l'aéroport de Niamey afin de partir pour Gao. Arrivés à 10 h 30, ils s'entretiennent avec le gouverneur malien au sujet des pompes à eau. L'ambiance est animée car beaucoup de problèmes subsistent dans le bon déroulement de l'action humanitaire : les autorités bloquent les camions des Paris du cœur qui ne peuvent faire route vers le Mali. Les échanges se prolongent jusqu'à 16 heures.
Peu après, Sabine propose à Balavoine de le suivre afin de donner le coup d'envoi d'un match de football opposant l'équipe de Gao à celle de Mopti organisé dans le cadre du Paris-Dakar. L'hélicoptère blanc de Thierry Sabine (Aérospatiale AS350 Écureuil), piloté par François-Xavier Bagnoud, est alors prêt à rejoindre la course mais la cérémonie s'éternise, d'autant que le gouverneur ayant fait le déplacement, le chanteur en profite pour poursuivre la discussion.
Il est alors 16 h 10 et l'hélicoptère surnommé Sierra doit initialement embarquer (outre Sabine et Bagnoud) une équipe de journalistes : Patrick Poivre d'Arvor, Yann Arthus-Bertrand, Jean-Luc Roy et Patrick Chêne. 
Roy et Arthus-Bertrand s'apprêtent à filmer et photographier comme tous les jours le secteur Gao-Gourma pour la préparation de leurs livres à paraître. Patrick Poivre d'Arvor, en lien avec Balavoine, s'occupe de suivre son action humanitaire pour Le Journal du dimanche. Patrick Chêne lui, couvre le Dakar pour Antenne 2. Il n'est alors absolument pas prévu que Balavoine monte dans cet hélicoptère durant cette journée.
Divers événements vont modifier l'équipage initial. Plusieurs avions arrivant de façon inattendue, dont l'un en provenance de Bamako, se posent entretemps. Les journalistes vont alors s'y disperser. Patrick Poivre d'Arvor choisit ce moyen de transport et laisse sa consœur du JDD, Nathalie Odent, prendre l'hélicoptère à sa place, impatiente à cette idée (et ainsi en même temps interviewer Sabine). Jean-Paul Le Fur, technicien radio à RTL,, embarque lui finalement à la place de Patrick Chêne qui comme ses confrères, partira en avion. Roy et Arthus-Bertrand, eux, se désistent les derniers, préférant prendre l'avion venu de Bamako pour rentrer à Tombouctou. Il est 17 heures, le jour décline et la météo se dégrade progressivement, le vent se lève à nouveau (après s'être calmé durant l'après-midi). Sabine, se souvenant que le chanteur lui réclamait de temps à autre un baptême de l'air en hélicoptère, profite de l'occasion et lui propose au dernier moment un siège. Le rotor commence à tourner. Devant l'offre, Balavoine surpris, hésite, retourne sur ses pas, court en direction de Jean-Luc Roy (son ami et ancien copilote à ses côtés lors de l'édition 1985)lui disant "tu es sûr que tu me laisses ta place ?". Ce dernier le décrira comme anxieux. Le chanteur finit par monter à bord, pressé par le temps.
À 17 h 15, avec à son bord Sabine, Balavoine, Bagnoud, Odent et Le Fur, l'appareil décolle pour rejoindre le bivouac de Gourma-Rharous, arrivée de l'étape. Il leur faut parcourir environ 250 kilomètres depuis Gao dans des conditions délicates. Le pilote commence par suivre le fleuve Niger (un repère plat et simple), afin de limiter les risques.

### Les deux arrêts
Vers 18 h 10, ils se posent une première fois à Gossi au départ de la deuxième épreuve chronométrée. Sabine en profite pour discuter avec des concurrents. Mais il leur reste une centaine de kilomètres à parcourir. Le vent de sable et l'obscurité se font de plus en plus forts, le temps joue contre eux. Il leur faut repartir sachant que leur hélicoptère n'est pas équipé pour voler de nuit.
La nuit est tombée. Vingt-deux kilomètres avant la destination de Gourma-Rharous, le pilote décide d'atterrir, toute progression étant désormais impossible, les conditions sont exécrables : Sabine appelle par radio le bivouac et demande qu'on lui envoie un véhicule pour terminer le parcours. Il est 19 heures, il sort de l'hélicoptère et croise une voiture immatriculée 198. D'un ton calme et rassurant, il avertit (donc confirme) au pilote (Pierre Lartigue) et au copilote (Bernard Giroux) de signaler leur position au campement et de réquisitionner une voiture afin de les ramener (la Lada Niva Poch « Vaz Compétition », ne pouvant — comme tout autre véhicule de la compétition — embarquer de passager supplémentaire sous peine de disqualification). Claude Brasseur, également témoin de leur ultime arrêt, décrira pourtant Sabine très énervé à l'idée de rester immobile sous l'autorité de son pilote.

### Un crash sur un coup de tête?
Inexplicablement, alors que la visibilité reste faible en raison de la tempête de sable, l'appareil décolle à nouveau et progresse avec comme seul repère au sol les feux arrière d'un 4×4 pendant environ quatorze kilomètres. Le pilote (Charles Belvèze) et son coéquipier (Jacquie Giraud),, à l'intérieur de leur véhicule seront témoins de la filature. Volant en rase-mottes (probablement à une dizaine de mètres de haut) et balayé par les bourrasques, l'engin passe sur l'avant-droit du véhicule, porté, diront-ils, par une vitesse horizontale très élevée. En réalité, le véhicule contourne une dune d'une hauteur modeste mais très étirée, à l'image d'une vague, que le pilote de l'hélicoptère ne distingue pas, conservant ainsi sa trajectoire.
L'hélicoptère racle par trois fois, avec l'avant de ses patins, le sommet de cette dune peu haute (ou plutôt une légère déclivité) du fait de l'élévation soudaine qu'elle engendre. Rapidement déstabilisé, l'hélicoptère bascule vers l'avant et se désintègre sur près de 150 mètres (plusieurs loopings), s'éclatant entre-temps contre un ou plusieurs acacias. Il est alors 19 h 20 ; l'accident se produit à seulement huit kilomètres et cinq minutes de vol du bivouac de Gourma-Rharous (approximativement 16° 49′ 52″ N, 1° 52′ 23″ O), en plein désert malien. Les passagers de l'appareil meurent sur le coup,,.
Les occupants de la voiture qu'ils avaient suivie comprennent bien vite ce qui vient de se produire et Belvèze et son coéquipier Giraud (Mitsubishi Pajero numéro 347) arrivent sur les lieux (kilomètre 11) et s'approchent des débris. Seuls, n'ayant rien pour venir en aide à d'éventuels blessés et par peur d'une explosion (il subsiste une très forte odeur de kérosène), après avoir noté l'endroit où il a eu lieu, les concurrents préfèrent parcourir les derniers kilomètres le plus rapidement possible pour demander du secours. Sur la route, ironie du sort, ils croisent le pick-up sorti par Bernard Didelot et destiné à prendre en charge les passagers de l'hélicoptère.
Les témoins, enfin arrivés à destination, racontent l'accident, mais les autorités de la course demeurent durant quelques instants incrédules vis-à-vis de l'événement, d'autant que Sabine leur a demandé assistance quelques minutes auparavant, ayant été prévenus par Pierre Lartigue. Pour eux, l'hélicoptère est toujours posé, en attente. Mais Bernard Giroux, lui, les croit. Puis on prend progressivement conscience de l'accident, de nombreux véhicules rebroussent chemin, arrivent sur les lieux et doivent se résigner à constater les morts. En France, la catastrophe n'est connue que le lendemain dans la matinée.

## Polémiques

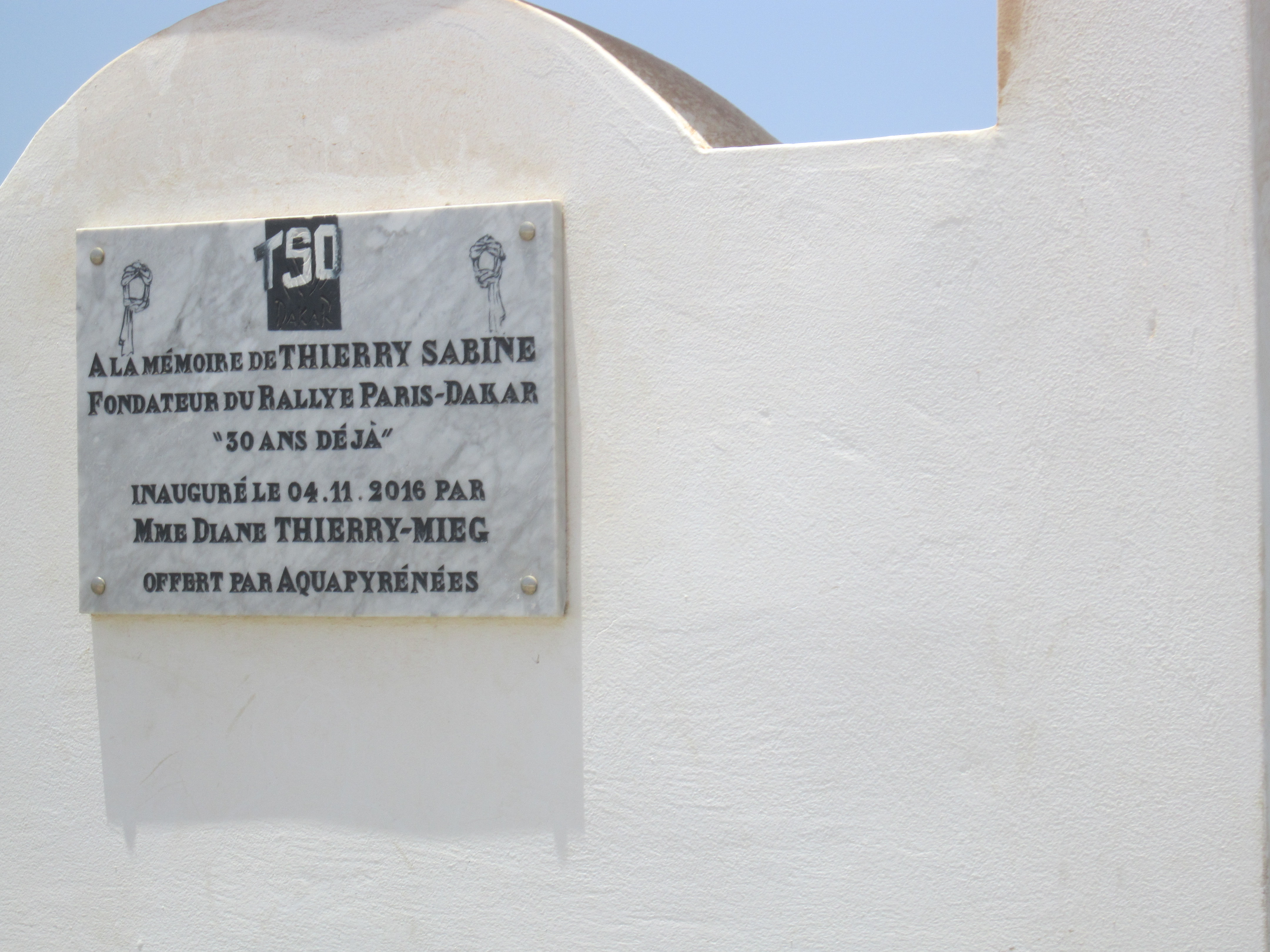
Plaque à la mémoire de Thierry Sabine (lac Rose).

Quelques jours seulement après le drame, Bruno Bagnoud, père du pilote, s'appuyant sur le carnet de bord retrouvé de son fils, prétend que Thierry Sabine était aux commandes de l'appareil ce soir-là. Idée rapidement démentie par de nombreux témoignages affirmant que Sabine était incapable de voler de nuit. Bruno Bagnoud s'est aussi interrogé sur une possible bavure militaire, car l'appareil survolait alors une zone de conflit, des véhicules auraient même essuyé des tirs. Malgré tout, ces hypothèses ne semblent pas suffire à confondre la version officielle et la plus largement admise, à savoir celle du simple accident lié aux conditions météorologiques.
La raison de leur dernier décollage est bien plus mystérieuse. Pourquoi prendre le risque, même pour vingt kilomètres, de reprendre le vol alors qu'un véhicule de secours est en route pour venir les chercher ? Il était de notoriété publique que le pilote, fatigué du rythme qu'impliquait le Dakar, était en froid avec Thierry Sabine, lequel était peu enclin à l'application stricte des règles de sécurité et dont le charisme et le goût pour l'aventure étaient parfois jugés écrasants,. Daniel Balavoine, mal à l'aise en avion (et a fortiori dans ces conditions),,et Sabine impatient de redécoller,, aurait lui seul pu imposer son veto, s'il s'agissait d'une décision unilatérale de Thierry Sabine. Durant longtemps, la seule et unique réponse rationnelle qui ait été avancée est la thèse d'une blessure se fondant sur la découverte de gazes à l'endroit de leur arrêt : morsure de serpent, piqûre de scorpion ou tout autre traumatisme suffisamment grave pour motiver un décollage d'urgence, et ce malgré le danger.
Une plaque commémorative a été installée sur le lieu de l'accident.
En 2015, Jean Pernin, auteur prétendant recevoir des messages et signes venant de disparus, et notamment de son fils mort, publie Daniel Balavoine, meurtre déguisé?, une contre enquête sur l'accident qui révèle de nombreuses zones d'ombre : explosif retrouvé sur la queue du rotor arrière de l'hélicoptère, faux témoignages, le rapport d’accident jamais rendu public... D'après des témoignages et des documents, Pernin avance l'hypothèse d'un assassinat causé par la découverte d'un trafic d'armes,.

### Vidéo INA
- « 5 morts dans l'accident d'hélicoptère de Thierry Sabine et Daniel Balavoine », Ina Sport, 15 janvier 1986.